# Xã Pleasant Hill, Quận Pike, Illinois
Xã Pleasant Hill (tiếng Anh: Pleasant Hill Township) là một xã thuộc quận Pike, tiểu bang Illinois, Hoa Kỳ. Năm 2010, dân số của xã này là 1.259 người.